# Ducado de Sajonia-Wittenberg
El ducado de Sajonia-Wittenberg (en alemán: Herzogtum Sachsen-Wittenberg) fue un ducado medieval del Sacro Imperio Romano Germánico en torno a Wittenberg, que surgió después de la disolución del ducado raíz de Sajonia. Los duques de Ascania prevalecieron a la hora de obtener la dignidad sajona electoral hasta que su ducado fue finalmente elevado al electorado de Sajonia por la Bula de Oro de 1356.

## Historia

### Lucha de Ascania por Sajonia
El conde de Ostfalia Otón de Ballenstedt (m. 1123), antecesor de la casa de Ascania, se había casado de Eilika, una hija del duque Magnus de Sajonia de la casa de Billung. Cuando la línea masculina de Billung se extinguió con la muerte de Magnus en 1106, Otón confiaba en sucederlo, sin embargo el emperador Enrique V de Alemania lo enfeudó al conde Lotario de Supplimburgo. Durante la posterior y larga disputa entre Enrique y Lotario, Otón fue capaz de obtener el título de (anti)duque de Sajonia, aunque solo por breve tiempo en 1122. 

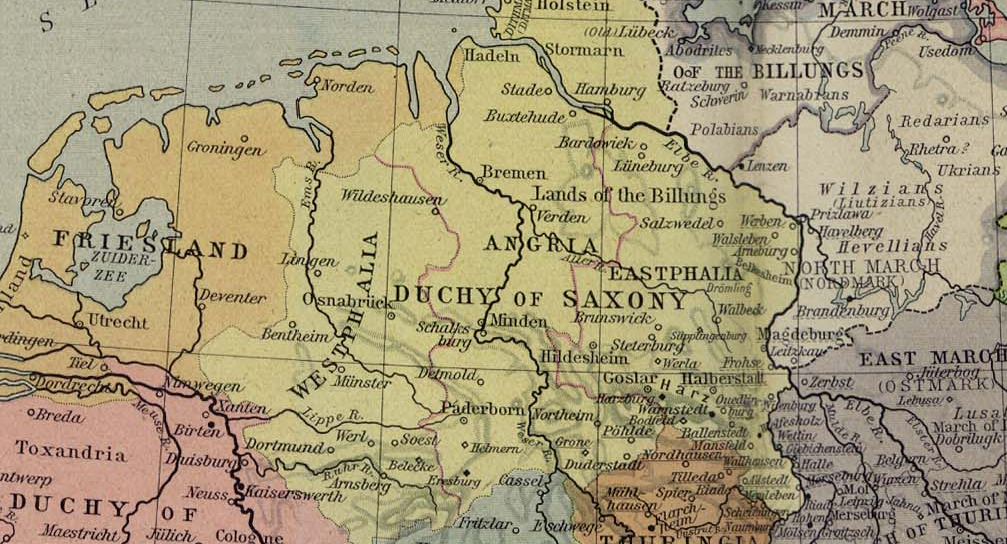
Ducado raíz de Sajonia alrededor de 1000, mapa de William Robert Shepherd

Lotario fue elegido rey de romanos en 1125 y en 1134 invistió al hijo de Otón Alberto el Oso con la marca del Norte sajona. A su muerte en 1137, Alberto de nuevo luchó por el ducado sajón, que sin embargo recayó en el yerno de Lotario, Enrique el Orgulloso de la casa de Welf de Baviera. Alberto concluyó un acuerdo con la casa de Hohenstaufen en alza: apoyó la sucesión de Conrado de Hohenstaufen como rey alemán, quien a su vez privó a su rival güelfo Enrique el Orgulloso del ducado sajón en 1138 y se lo dio a Alberto. Sin embargo, su gobierno fue muy discutido por la nobleza local y en 1142 Alberto finalmente tuvo que abdicar como duque en favor del hijo de Enrique el Orgulloso, Enrique el León. Alberto más tarde intervino en la cruzada wenda de 1147 y en 1157 estableció el margraviato de Brandeburgo. Murió en 1170.
La tercera oportunidad para los ascanios se presentó cuando, en 1180, el ambicioso Enrique el León fue depuesto como duque sajón por el emperador Federico Barbarroja. Federico partió Sajonia entre sus aliados, en más de una docena de territorios inmediatos. Entre los que lo apoyaron, el arzobispo Felipe de Colonia recibió la porción mayor del recientamente creado ducado de Westfalia. El título ducal sajón al menos pasó al hijo menor de Alberto, el conde Bernardo de Ballenstedt, quien a pesar de todo solo gobernaba una porción pequeña, en su mayor parte en los bordes de Ostfalia del antiguo ducado.

### Anhalt, Wittenberg y Lauenburgo
El duque Bernardo murió en 1212 y sus dos hijos supervivientes dividieron la herencia sajona: el mayor Enrique se quedó con las posesiones alodiales de los ascanios alrededor de Ballenstedt donde él estableció el condado de Anhalt ascanio, mientras que su hermano menor, Alberto I heredó el título de un duque de Sajonia y retuvo tres estados de Ostfalia desconectados sobre el río Elba alrededor de las ciudades de Wittenberg y Belzig así como el señorío norteño de Lauenburgo con Amt Neuhaus y Land Hadeln en el estuario del Elba. 
A la muerte del duque Alberto I el Ascanio en 1260, sus dos herederos gobernaron conjuntamente. En 1269 y 1282 fueron dividiendo gradualmente competencias de gobierno dentro de las tres zonas sajonas desconectadas (Hadeln, Lauenburgo y Wittenberg), preparando así una partición, en la que el mayor, Juan I, recibió el Ducado de Sajonia-Lauenburgo, y el menor Alberto II recibió Sajonia-Wittenberg. Alberto II, burgrave de Magdeburgo desde 1269, concentrado en el territorio de Wittenberg. Consolidó su posición casándose con Inés, hija de Rodolfo de Habsburgo, a quien eligió como rey de romanos en 1273.
Después de que el duque Juan I abdicara en 1282 en favor de sus tres hijos menores, Erico I, Juan II y Alberto III, seguido por su muerte tres años después, los tres hermanos y su tío Alberto II siguieron con el gobierno conjunto como duques de Sajonia. 
A la muerte del margrave Enrique III de Meissen en 1288, el duque Alberto II recurrió a su suegro el rey Rodolfo I para el enfeudamiento de su hijo y heredero, Rodolfo con el condado palatino sajón sobre el río Unstrut, que aseguraba una larga disputa con el ansioso clan de la casa de Wettin. Los intentos de Alberto de asegurar la sucesión en las tierras de los extinguidos condes de Brehna tuvieron más éxito: cuando sus feudos revirtieron al Imperio en 1290, el rey se los entregó en feudo a su hijo Rodolfo. Después de que muriera el rey Rodolfo, Alberto II con sus sobrinos aun menores el 27 de abril de 1292 ejerció el voto electoral de Sajonia, eligiendo a Adolfo de Nassau, el cuñado del arzobispo Sigfrido II de Colonia. El obispo junto con el rey Wenceslao II de Bohemia tuvieron suerte a la hora de poner a Alberto II en el favor del elector Adolfo: había firmado un pacto electoral el 29 de noviembre de 1291 que él podría votar lo mismo que Wenceslao. En 1295 Alberto II podría de nuevo ampliar su territorio sajón, cuando adquirió el condado de Gommern.

### Ducado de Wittenberg

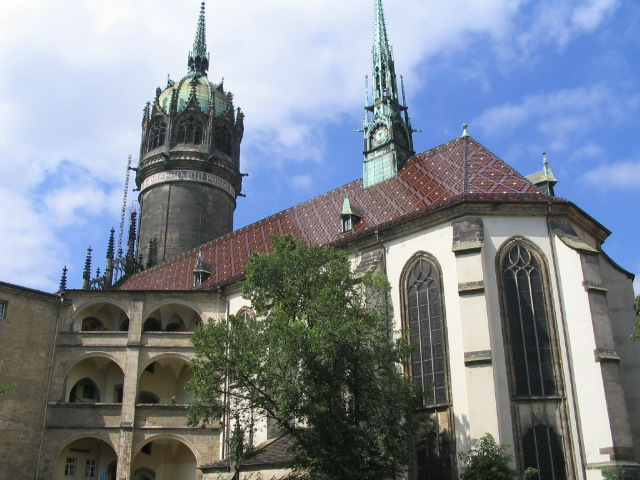
Wittenberg: castillo e Iglesia de Todos los Santos.

El último documento que menciona el gobierno conjunto de Alberto II con sus sobrinos como duques sajones se remonta al año 1295. La partición definitiva del ducado de Sajonia en Sajonia-Lauenburgo (en alemán, Herzogtum Sachsen-Lauenburg), gobernada conjuntamente por los hermanos Alberto III, Erico I y Juan II y Sajonia-Wittenberg (en alemán, Herzogtum Sachsen-Wittenberg), gobernada por Alberto II tuvo lugar antes del 20 de septiembre de 1296. El Vierlande, Sadelbande (tierra de Lauenburgo), la tierra de Ratzeburgo, la de Darzing (lo que hoy es Amt Neuhaus), y la de Hadeln se mencionan como territorios separados de los hermanos. El duque Alberto II recibió las tierras de Wittenberg alrededor de la ciudad epónima, Brehna y Gommern. El entonces se convirtió en el fundador de la línea ascania de Sajonia-Wittenberg.
Cuando Rodolfo sucedió a su padre Alberto II como duque de Sajonia-Wittenberg en 1298, él y los duques de Sajonia-Lauenburgo rivalizaron en la pretensión del privilegio electoral sajón. Cuando su cuñado el rey Alberto I fue asesinado en 1308, votó por el conde Enrique de Luxemburgo. En 1314 ambos ducados participaron en la doble elección de los reyes germánicos, Federico el Hermoso de la dinastía Habsburgo y su primo Wittelsbach Luis IV, "el bávaro". 
Sin embargo, solo Luis el Bávaro, coelegido con el voto de Sajonia-Lauenburgo, finalmente se impuso como emperador después de la batalla de Mühldorf (1322) por el Tratado de Trausnitz firmado el 13 de marzo de 1325. Como un obvio oponente, el duque Rodolfo I fracasó en sus pretensiones sobre Brandeburgo después de que la línea de sus primos ascanios se extinguiera en 1319: el rey Luis IV se apoderó del margraviato y enfeudó a su hijo Luis V en su lugar. Rodolfo I a su vez se alió con la rival casa de Luxemburgo. Apoyó al conde Carlos IV de Luxemburgo como antirrey de Luis IV y por ello exclusivamente recibió la dignidad electoral sajona con la Bula de Oro de 1356, ignorando así a Sajonia-Lauenburgo. Sajonia-Wittenberg a partir de entonces pasó a ser conocida como el Electorado de Sajonia (Kursachsen). 

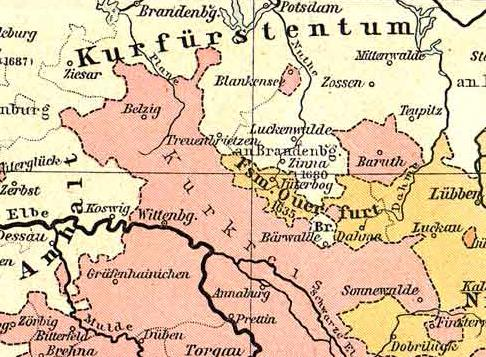
Kurkreis sajón, después de 1554

Cuando la línea de Ascania en el electorado de Sajonia acabó en 1422, el duque ascanio Erico V de Sajonia-Lauenburgo no pudo asegurar su sucesión en Wittenberg. El rey Segismundo concedió el electorado con el margrave Federico I de Meissen de la casa de Wettin, quien unió Meissen y las tierras sajonas de Wittenberg bajo su gobierno. Asumió el título electoral y a partir de entonces transfirió el estado de Sajonia arriba del río Elba a su residencia de Meissen. Sus tierras también recibieron el nombre de "Alta Sajonia" (véase: Circunscripción de Alta Sajonia) para distinguirlos del territorio del ducado raíz medieval, la posterior Baja Sajonia. El territorio de la anterior Sajonia-Wittenberg pasó a ser conocido como el Kurkreis ("Distrito electoral"). Con la división del electorado sajón según el tratado de Leipzig de 1485, las tierras de Wittenberg incluyendo la dignidad electoral recayó en Ernesto de Wettin.
Su historia se confunde con la Sajonia-Electoral, ya que en 1356 el ducado se erigió por la Bula de Oro en electorado del Sacro Imperio Romano Germánico.

#### Duques de Sajonia-Wittenberg
Lista de Duques de Sajonia-Wittenberg (1260-1356) y posteriormente electores de Sajonia (1356-1547)